# 海雷海雷图埃环礁

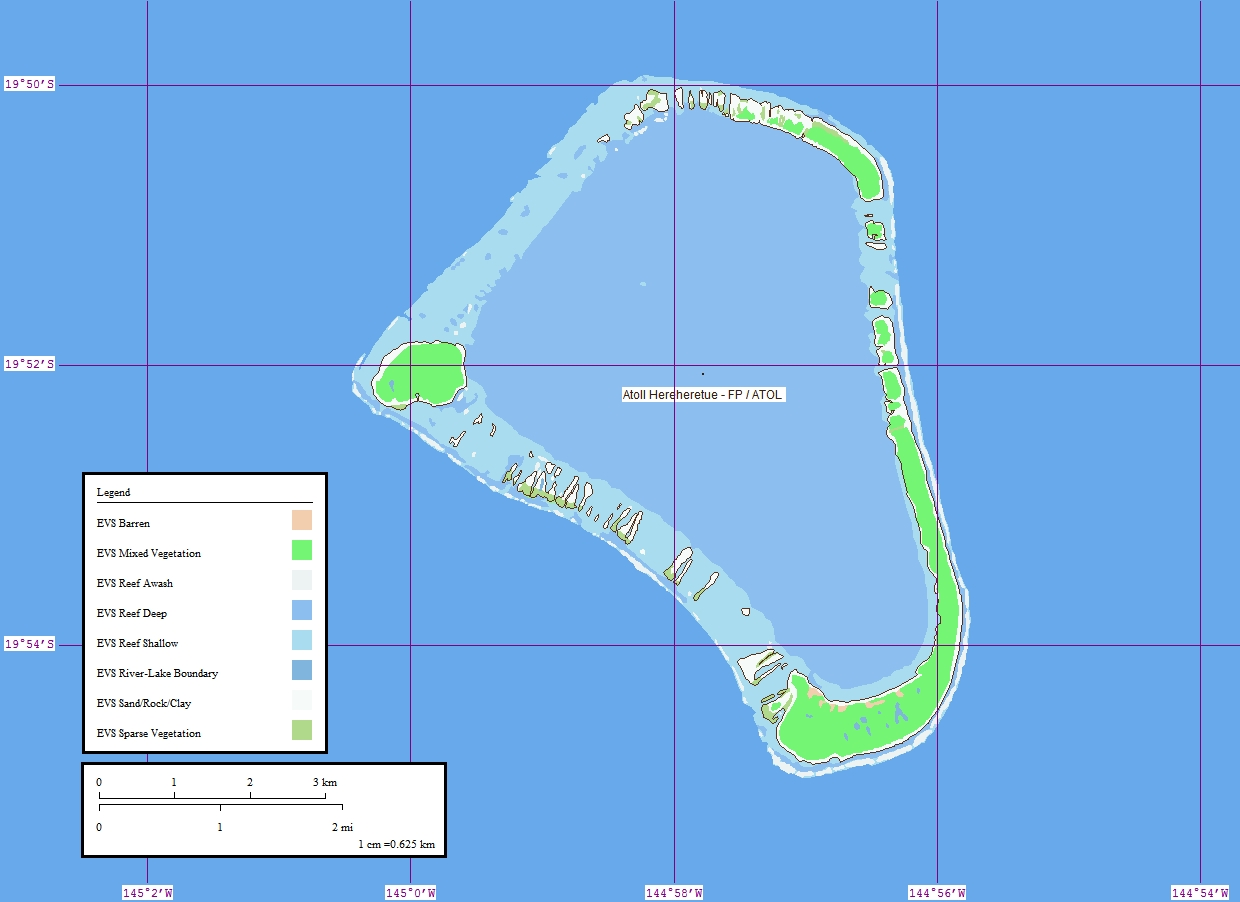

海雷海雷图埃环礁（Hereheretue），又称希里奥罗环礁（Hiri-oro），是南太平洋法屬波利尼西亞的環礁，屬於土阿莫土群島和格洛斯特公爵群島，由豪镇管辖，距離阿努阿努拉羅環礁約150公里，長9公里、寬7公里，土地面積4平方公里，潟湖面積23平方公里，2007年人口为58人。
19°52′S 144°58′W / 19.867°S 144.967°W

## 外部連結
- （页面存档备份，存于）
- Meteorological station
- Atoll list (in French) （页面存档备份，存于）